# Enolmis
Enolmis är ett släkte av fjärilar som beskrevs av Philogène Auguste Joseph Duponchel 1845. Enolmis ingår i familjen Fältmalar, Scythrididae.

## Dottertaxa tillEnolmis, i alfabetisk ordning[1]
| Enolmis abenhumeya            |
| Enolmis acanthella            |
| XXEnolmis acanthella tavaresi |
| Enolmis bimerdella            |
| Enolmis delicatella           |
| Enolmis desidella             |
| Enolmis royovillanovai        |
| Enolmis seeboldiella          |
| Enolmis userai                |
| Enolmis vivesi                |

## Bildgalleri

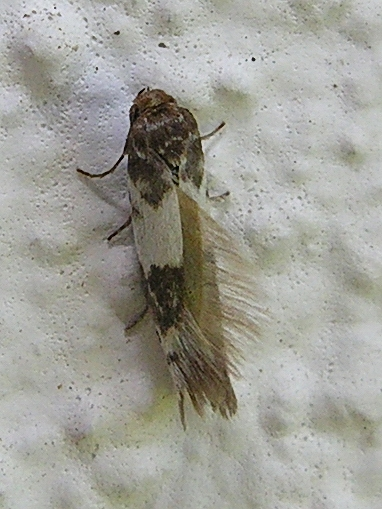
Enolmis sp.